# 中本镇
中本镇，是中华人民共和国黑龙江省绥化市安达市下辖的一个乡镇级行政单位。

## 行政区划
中本镇下辖以下地区：
正本村、德本村、大本村、富本村和信本村。